# Walid al-Shehri
Waleed Mohammed al-Shehri (en Árabe: وليد الشهري, Walīd ash-Shehrī (Asir, Arabia Saudita, 20 de diciembre de 1978 - Manhattan, Nueva York, Estados Unidos, 11 de septiembre de 2001) fue uno de los cinco nombrados por el FBI como secuestradores suicidas del vuelo 11 de American Airlines que se estrelló contra la Torre Norte del World Trade Center; y fue hermano de Wail al-Shehri que fue otro secuestrador que viajó en ese mismo vuelo.
al-Shehri era de Asir, una región pobre al suroeste de Arabia Saudita, cerca de las fronteras de Yemen; y en su vida usó varias fechas de nacimiento, pero se cree que nació el 20 de diciembre de 1978. Wail se quejó de un síntoma mental que le había causado dolor por lo que le dice a su padre que necesita ir por un curandero religioso a Medina junto con su hermano.
En lugar de eso, llegaron a un campo de entrenamiento en Afganistán, donde conocieron a Ahmed al-Nami y Saeed al-Ghamdi. Los cuatro futuros suicidas se comprometieron al Yihad en la primavera del 2000.

## 2000
A mediados de noviembre de 2000, la comisión del 11-S considera que tres de los secuestradores, Wail al Shehri, Waleed al Shehri, y Ahmed al-Nami, que ya tenían sus visas para entrar a Estados Unidos. A finales de octubre, viajaron en un grupo de Arabia Saudita a Beirut y más adelante a Irán, donde podían viajar a través de Afganistán sin que sus pasaportes sellados.

## Ataque
El y su hermano llegaron junto con Satam al-Suqami el 11 de septiembre de 2001 al Aeropuerto Logan en Boston a las 06:45 después de haber dejado su vehículo de alquiler Ford Focus en el Aeropuerto. Wail y Waleed al-Shehri se sentaron en los asientos 2A y 2B respectivamente. Después de despegar el avión lo secuestraron y con ayuda de otros secuestradores lo estrellaron contra la Torre Norte (WTC 1) del World Trade Center.